# Jorge Giordano
Jorge Antonio Giordano Moreno (ur. 27 lutego 1965 we Floridzie) – urugwajski piłkarz pochodzenia włoskiego występujący na pozycji pomocnika, trener piłkarski.